# The Statesman
The Statesman é um jornal indiano de circulação diária em língua inglesa, fundado em 1875 e publicado simultaneamente em Kolkata, Nova Delhi, Siliguri e Bhubaneswar. The Statesman é propriedade da empresa The Statesman Ltd. Sua sede está localizada na Statesman House, em Chowringhee Square, Kolkata, e seu escritório editorial nacional é em Connaught Place, New Delhi. Ele é um membro da Asia News Network uma rede de jornais diários  asiáticos que compartilham o conteúdo editorial uns com os outros.
The Statesman tem uma circulação média da semana de cerca de 180 mil exemplares e a edição de domingo tem uma circulação de 230.000. Isso classifica o Statesman como um dos principais jornais ingleses em Bengala Ocidental, na Índia.

## História

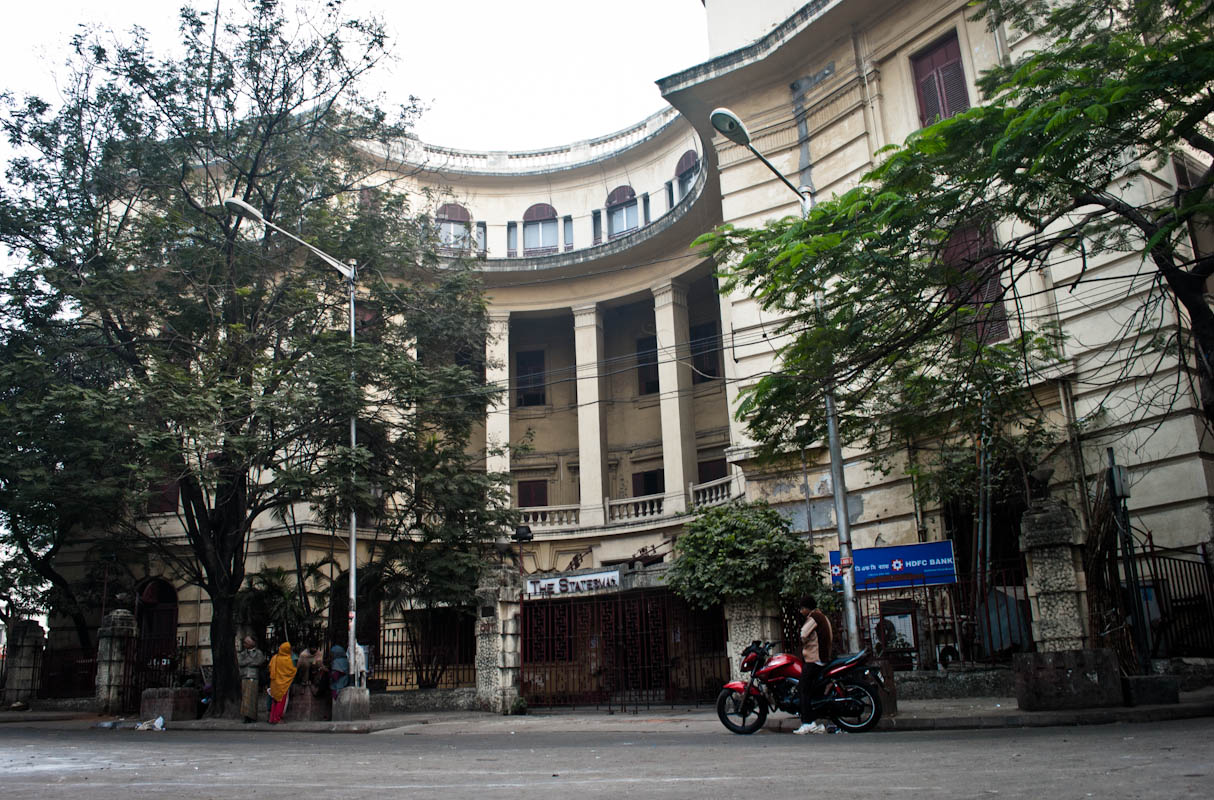
Statesman House, em Kolkata

O The Statesman  é descendente direto de dois jornais, o The Englishman  e o The Friend of India , ambos publicados em Calcutá (agora Kolkata). O The Englishman  foi fundado em 1811 por Robert Knight, que anteriormente era o principal fundador e editor do jornal The Times of India. Knight fundadu o The Statesman and New Friend of India em 15 de janeiro 1875, que mais tarde adotou o seu nome atual. The Statesman foi gerido por um grupo empresarial britânico até que transferiu a propriedade a uma empresa indiana, em meados da década de 1960.

## Controvérsia
Em fevereiro de 2009, o editor Ravindra Kumar e ex-editor Anand Sinha do The Statesman foram presos por acusações de ferir os sentimentos religiosos dos muçulmanos. A BBC informou que o muçulmanos ficaram indignados com a reprodução pelo The Statesman do artigo de Johann Hari artigo Por que eu deveria respeitar essas religiões opressivas? do copiado do jornal The Independent do Reino Unido é na sua edição de fevereiro.